# Tadeusz Jopek
Tadeusz Jan Jopek – polski astronom, profesor nauk fizycznych. Specjalizuje się w małych ciałach Układu Słonecznego oraz mechanice nieba. Nauczyciel akademicki Uniwersytetu im. Adama Mickiewicza w Poznaniu.

## Życiorys
Doktoryzował się w 1986 na podstawie pracy pt. Związki ewolucyjne rojów meteorowych z kometami okresowymi (promotorem był prof. Hieronim Hurnik). Habilitował się w 2001 roku na Uniwersytecie Mikołaja Kopernika w Toruniu na podstawie oceny dorobku naukowego i rozprawy pt. Wyszukiwanie strumieni meteoroidowych. Podejście obiektywne. Tytuł naukowy profesora nauk fizycznych został mu nadany w 2015 roku. 
Na poznańskim Wydziale Fizyki UAM pracuje jako profesor zwyczajny w Instytucie Obserwatorium Astronomicznym. Prowadzi zajęcia m.in. z astrometrii, astronomii sferycznej, fizyki i chemii Ziemi oraz matematycznych metod astronomii. W pracy badawczej zajmuje się takimi zagadnieniami jak: strumienie meteoroidów, rodziny i asocjacje planetek (podobieństwo dynamiczne małych ciał, analiza skupień), numeryczne całkowanie ruchu małych ciał, klasyfikacja małych ciał Układu Słonecznego, pochodzenie i ewolucja dynamiczna małych ciał, statystyczne metody analizy danych oraz pochodzenie obiektu tunguskiego.
Swoje prace publikował m.in. w "Celestial Mechanics and Dynamical Astronomy", "Astronomy and Astrophysics", "Monthly Notices of the Royal Astronomical Society" oraz "Advances in Space Research". Jest członkiem Międzynarodowej Unii Astronomicznej.